# Wapen van Georgië
Het staatswapen van Georgië (Georgisch: საქართველოს სახელმწიფო გერბი, Sakartvelos sachelmtsipo gerbi) is gedeeltelijk gebaseerd op het middeleeuwse wapen van het Georgisch koninklijk Huis Bagrationi. Dit wapen werd aangenomen op 1 oktober 2004. Eerder in dat jaar werden ook een andere vlag en volkslied ingevoerd.

## Omschrijving
Het wapen bevat een schild dat door twee leeuwen gedragen wordt. Op het schild wordt de patroonheilige van Georgië Sint Joris afgebeeld, terwijl hij een draak doodt. Het schild wordt gekroond door de koninklijke kroon van Georgië. Onder het schild staat de wapenspreuk "Eendracht Maakt Macht" (ძალა ერთობაშია oftewel Dzala Ertobasjia).

## Historische wapens

Wapen van Georgië, 1918-1921
Wapen van Georgië, 1918-1921 en 1991-2004
Wapen van Georgië als deelrepubliek van de Sovjet-Unie
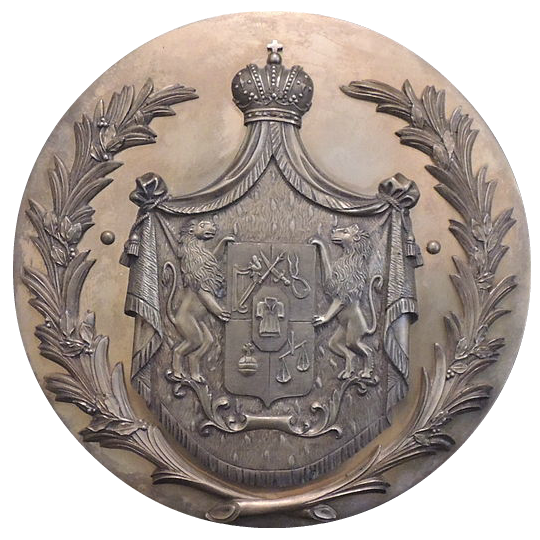
Wapenschild van de Bagrationi